# Fjällsmalbi
Fjällsmalbi (Lasioglossum boreale) är en biart som beskrevs av Svensson, Ebmer och Sakagami 1977. Fjällsmalbi ingår i släktet smalbin och familjen vägbin. Inga underarter finns listade i Catalogue of Life.

## Beskrivning
Ett slankt, svart bi med gråa, korta hår på bakre tredjedelen av mellankroppen. Antennerna är mycket långa. Clypeus (munsköld) och panna är upphöjda, tydligast hos hanen. Hos hanen har också munskölden blekgul spets, och överläppen är helt gul. Antennernas undersida är gul hos båda könen, likaså vingbaserna. Kroppslängden uppgår till omkring 6,5 mm hos honan, omkring 7,5 mm hos hanen.

## Ekologi
Arten, som framför allt förekommer i arktiska områden nära trädgränsen, är polylektisk, den flyger till blommande växter från många olika familjer, bland annat korgblommiga växter, ärtväxter, videväxter, dunörtsväxter och ljungväxter som mjölke.
Bona grävs ut i moränsand med liten till ingen markvegetation. Arten är solitär, men bona byggs gärna i små kolonier.

## Utbredning
Arten har en mer eller mindre cirkumpolär utbredning och finns i svenska fjällvärlden (Lappland nära Abisko och Jämtlands län (en plats i  fjälltrakterna), norska fjällvärlden, arktiska Kanada (Northwest Territories) och nordligaste Japan. Den saknas i Finland.

## Status
Globalt är arten klassificerad under kunskapsbrist ("DD") på grund av det dåliga forskningsläget.
Arten är klassificerad som sårbar ("VU") i Sverige. Främsta riskerna är klimatförändringar och igenplantering.